# The Ex (film, 1997)
Pour les articles homonymes, voir The Ex.
Pour plus de détails, voir Fiche technique et Distribution.
The Ex est un film canado-américain réalisé par Mark L. Lester et sorti en 1997. Il s'agit d'une adaptation du roman du même nom de l’écrivain américain John Lutz.

## Synopsis
Deidre Kenyon (Yancy Butler) décide de se venger de son ancien mari, David Kenyon (Nick Mancuso), en s’en prenant à sa nouvelle famille et à sa nouvelle épouse, Molly (Suzy Amis).

## Fiche technique
- Titre original et français : The Ex
- Réalisation : Mark L. Lester
- Scénario : Larry Cohen et John Lutz, d’après le roman Le The Ex de John Lutz
- Musique : Paul Zaza
- Décorateur de plateau : Allan Dervisevic
- Costumes : Toni Burroughs-Rutter
- Photographie : Richard Leiterman (en)
- Montage : David Berlatsky
- Production : Mark L. Lester, Dana Dubovsky et Jeff Sackman
- Sociétés de production : American World Picture, Cinépix Film Properties et Lionsgate Home Entertainment (non-créditée)
- Pays de production :  Canada et  États-Unis
- Langue : Anglais
- Format : Technicolor - 35 mm - 1,37:1 - Son mono (Westrex Recording System)
- Genre : thriller, policier
- Durée : 87 minutes
- Date de sortie :
  - États-Unis : 22 avril 1997

## Distribution
- Yancy Butler : Deidre Kenyon
- Suzy Amis : Molly Kenyon
- Nick Mancuso : David Kenyon
- Hamish Tildesley : Michael Kenyon
- John Novak : Miles
- Roger Barnes : Sam Beltzer
- Babz Chula : Dr. Lillian Jones
- Barry W. Levy : Frank
- Claire Riley : Detective Lang
- Tom Pickett : Kenyons Doorman
- Allison Warren : un concierge
- Arlene Belcastro : une voisine
- Barry 'Bear' Horton : un motard
- Jason Lester : un enfant

## Autour du film
- Ce film a été tourné au Canada.
- Le roman The Ex dont est adapté ce film est publié en 1996 aux États-Unis.